# Dukkon Ágnes
Dukkon Ágnes (Győrszemere, 1949. november 11. –) irodalomtörténész, szlavista, az Eötvös Loránd Tudományegyetem  professzora. Kutatási területe az európai és magyar kalendáriumok, valamint a 19. századi orosz irodalom, különösen Belinszkij, Gogol és Dosztojevszkij életműve. A Magyar Tudományos Akadémia doktora (2004).

## Tanulmányok
Ménfőcsanakon érettségizett 1968-ban, majd 1973-ban magyar nyelv és irodalom – orosz nyelv és irodalom szakon szerzett diplomát az ELTE-n, ahol az Eötvös József Kollégium tagja volt. Egyetemi évei alatt bekapcsolódott a Studium Generale tehetséggondozó mozgalomba, orosz nyelvet és magyar irodalmat tanított felvételire készülő középiskolás diákoknak, nyári táborok szervezésében vállalt feladatot.

## Oktatás
Egy tanévet tanított a szombathelyi Nagy Lajos Gimnáziumban, három tanévet a szegedi Juhász Gyula Tanárképző Főiskola Orosz tanszékén (1974–77). Egyetemi doktori fokozatot szerzett az ELTE Bölcsészettudományi Karán régi magyar irodalomból 1975-ben. 1977 óta Budapesten dolgozik, kezdetben a 2003-ban megszűnt (integrálódott) ELTE Tanárképző Főiskolai kar oktatójaként. 1993-tól két évig a kar tudományos és külügyi főigazgatóhelyettese, a következő tizenkét évben az Irodalomtudományi Tanszék vezetője, mely feladatot az integrálódás után 2008-ig az ELTE BTK Magyar Irodalom- és Kultúratudományi Intézet munkatársaként látja el. 2008-tól a Szláv és Balti Filológiai Intézet Orosz Nyelvi és Irodalmi tanszékének egyetemi tanára, 2013 óta ugyanott professor emeritus. Az orosz irodalom és kultúra Kelet és Nyugat vonzásában doktori programnak megalakulása óta témavezetője és oktatója. 1980–1982-ben magyar nyelvi lektorként dolgozott Krakkóban, a Jagelló Egyetem Orientalisztikai Tanszékén, 2006–2007-ben pedig vendégprofesszor a Bécsi Egyetemen, ahol szemináriumokat és előadásokat tartott régi magyar irodalomból.

## Kutatás
Kandidátusi fokozatát 1990-ben szerezte meg orosz irodalomból, habilitációjára az ELTE Bölcsészettudományi Karán került sor 1999-ben, szintén a 19. századi orosz irodalom témaköréből. 2004-ben lett az MTA doktora, a régi magyarországi kalendáriumok történetéről írott könyvével nyerte el a doktori címet. Kutatási témái két szakterülethez kötődnek: a régi magyar irodalom reneszánsz és barokk korszakához, ezen belül Tótfalusi Kis Miklós életművének és a kora újkori magyar és európai kalendáriumoknak a tanulmányozásához. Az ELTE Bölcsészkaron a régi magyar irodalom szakszeminárium első éves hallgatójaként kapcsolódott be a Klaniczay Tibor által az MTA Irodalomtudományi Intézetében létrehozott Reneszánsz és barokk kutatócsoport munkájába, mely végigkíséri egész pályafutását. Az Intézet neves kutatói, Hopp Lajos és Tarnai Andor biztatására folytatta a régi kalendáriumok kutatását, mely témából jelentős publikációkat közölt, a magyaron kívül német, angol, lengyel és francia nyelven. A másik terület a 19. századi orosz irodalom, elsősorban Tyutcsev, Puskin, Gogol, Tolsztoj és Dosztojevszkij életművének bizonyos témái, valamint komparatisztika és magyar–orosz irodalmi kapcsolatok a 19–20. században. Ez a kutatási irány is az egyetemi években körvonalazódott: Zöldhelyi Zsuzsa összehasonlító irodalmi szakszemináriumából jött létre az a munkacsoport, amely az orosz irodalom magyar fogadtatását tanulmányozta a kezdetektől 1944-ig, s négy kötetben, 1983-tól 1994-ig adta közre a dokumentumokat Zöldhelyi Zsuzsa szerkesztésében. Az orosz vallásfilozófia tanulmányozása (V. Szolovjov életműve), filozófia és irodalom kapcsolatainak kutatása szintén tudományos érdeklődése homlokterében áll, e témakörökből publikációi a moszkvai (ИМЛИ РАН) és szentpétervári (ИРЛИ РАН) akadémiai intézet kiadványaiban jelentek meg. A Moszkvai Világirodalmi Intézet nemzetközi hírű professzorai, Szergej Georgijevics Bocsarov és Jurij Vlagyimirovics Mann szakmai konzultációi az 1980-as évek közepétől a Belinszkij, Dosztojevszkij és Gogol művészetével kapcsolatos kutatásokat segítették, de más külföldi intézmények, így a krakkói, varsói és wrocłavi egyetem szlavista munkatársaival is folyamatos együttműködés alakult ki. Rendszeresen szerepel nemzetközi irodalomtudományi és szlavisztikai konferenciákon, egyebek közt Cambridge-ben, Párizsban, Rómában, Zürichben, Jénában, Granadában, Moszkvában, Szentpéterváron, Varsóban, Krakkóban, Szófiában, valamint az ohridi és belgrádi Nemzetközi Szlavisztikai kongresszusokon is tartott előadásokat. Tagja a Nemzetközi Dosztojevszkij Társaságnak. A kalendáriumkutatásban elsősorban német szellemi műhelyekkel tartja a kapcsolatot, az 1990-es évek végétől a brémai egyetem Presseforschung kutatócsoportjával, majd később a zürichi és jénai egyetem munkatársaival, utóbbi esetben a Klaus-Dieter Herbst által szervezett konferenciák résztvevőjeként.

## Szakmai, közéleti tevékenység
Több szakmai és tudományos testület és társaság – Nemzetközi Magyarságtudományi Társaság, Magyar Akkreditációs Bizottság, Modern Filológiai Társaság Recepciótörténeti Szakosztálya, MTA Művelődéstörténeti Bizottsága, Magyarországi Református Egyház Doktorok Kollégiuma – munkájában vett és vesz részt. Szerkesztőbizottsági tagja a Гуманитарное пространство almanachnak. Tagja a Slavica Wratislaviensia folyóirat tudományos tanácsának. Tagja és tisztségviselője az Eötvös Collegium Baráti Körének.

## Kitüntetései
- 1989 az Eötvös Collegiumért emlékérem
- 1991 Trefort Ágoston Emléklap kimagasló egyetemi tevékenységért
- 1993 Elismerő oklevél a XXI. OTDK Humán tudományok szekciójában konzulensi tanári munkáért
- 2014 Az Év Ruszistájának járó Lihacsov-emlékplakett[11]

## Könyvei

### Monográfiák, tankönyvek
- Arcok és álarcok. Dosztojevszkij és Belinszkij, Tankönyvkiadó, 1992, 250 p. (ISBN 9631843289)
- Az orosz irodalom története a kezdetektől 1940-ig Szerk. Zöldhelyi Zsuzsa, Társszerző:Ferincz István, Hetényi Zsuzsa, Szilárd Léna, Tétényi Mária, Zöldhelyi Zsuzsa. Nemzeti Tankönyvkiadó, Budapest, 1997, 347 p. (ISBN 9631883922)
- Régi magyarországi kalendáriumok európai háttérben. ELTE Eötvös Kiadó, Budapest, 2003, 231 p. (ISBN 9634635865)
- Az Aranykortól az Ezüstkorig. Fejezetek az orosz kritika és irodalomtudomány történetéből, Protea Kiadó, Budapest, 2014, 283 p. (ISBN 9789638863850)
- A veszélyes szépség útjain. Eszmék, témák, kapcsolatok a klasszikus orosz irodalom világában. L’Harmattan Kiadó – Uránia Ismeretterjesztő Társulat, Budapest, 2021, 340 p. (ISBN 9789634147022)[12]
- Az idő ósága... Kalendáriumtörténeti tanulmányok – tudományközi metszetben; L'Harmattan–Könyvpont, Budapest, 2024

### Szövegkiadások
- D. Zöldhelyi Zsuzsa–Bergné Török Éva–Dukkon Ágnes–Légrády Viktor: Orosz írók magyar szemmel I. Az orosz irodalom magyar fogadtatásának válogatott dokumentumai a kezdetektől 1919-ig. Szerk. D. Zöldhelyi Zsuzsa, Tankönyvkiadó, Budapest, 1983 (ISBN 9631769445)
- Dukkon Ágnes (szerk.): Orosz írók magyar szemmel III.  Az orosz irodalom magyar fogadtatásának válogatott dokumentumai 1920-tól 1944-ig. Tankönyvkiadó, Budapest, 1989, 680 p. (ISBN 9631820521)
- Lev Tolsztoj: Ivan Iljics halála. Szergij atya. Matúra Klasszikusok. Szöveggondozás, jegyzetek, kísérő tanulmányok, tárgyi magyarázatok, képek válogatása: Dukkon Ágnes, Ikon Kiadó, 1992 (ISBN 9637948708)
- F. M. Dosztojevszkij: Bűn és bűnhődés. Matúra Klasszikusok. Szöveggondozás, jegyzetek, kísérő tanulmányok, tárgyi magyarázatok, képek válogatása Dukkon Ágnes, Raabe Klett Kiadó, 1998 ISBN 9638582820

### Recenziók
- Ю. Гусев: Русская литература в Венгрии. Агнеш Дуккон „Лица и маски. Достоевский и Белинский".(Arcok és álarcok. Dosztojevszkij és Belinszkij), Tankönyvkiadó, 1992. In: Вопросы литературы, 1995, вып. IV. стр. 369–372.
- Bitskey István: Dukkon Ágnes, Régi magyarországi kalendáriumok európai háttérben,  Irodalomtörténeti Közlemények, 2004/5-6, 763–767. p.
- Juliane Brandt: Dukkon Ágnes: Régi magyarországi kalendáriumok európai háttérben. Südostdeutsche Vierteiljahresblätter (ISSN: 0562-5297) 54: (4) pp. 424–426. (2005)
- Józsa György Zoltán: Dukkon Ágnes Az Aranykortól az Ezüstkorig. Fejezetek az orosz irodalomkritika és irodalomtudomány történetéből. [From the Golden Age to the Silver Age. Chapters from the History of Russian Criticism and Literary Science.] Budapest, 2014, Protea, p. 282. In: STUDIA SLAVICA ACADEMIAE SCIENTIARUM HUNGARICAE (ISSN: 0039-3363) (eISSN: 1588-290X) LXI: (1) pp. 236-237. (2016) (angolul)
- Balogh Csaba: Szellemi erőterek és kisugárzások. Dukkon Ágnes: A veszélyes szépség útjain. Eszmék, témák, kapcsolatok a klasszikus orosz irodalom világában. Magyar Művészet, X. évf. 1. szám 2022/1, 97–102. ISSN 2064-3799
- Диана Комяти: Пути ужасной красоты – идеи, темы, взаимосвязи в мире классической литературы. SlavVaria 1/2022. 305–309, DOI:10.15170/SV.1/2022.305

## Bibliográfiai adatok
1. ↑  szerk.: Balogh Margit, Palasik Mária: Nők a magyar tudományban. Budapest: Napvilág Kiadó, 202–203. o. (2010.). ISBN 978-963-9697-54-6
2. ↑  Hetényi Zsuzsa–Gaál Xénia. A búcsú a művészetben: Kelet és Nyugat az irodalomban – születésnapi tanulmánykötet Dukkon Ágnes tiszteletére. Budapest: ELTE BTK (2014). ISBN 978-963-284-533-3
3. ↑  Dukkon Ágnes (2019.). „Hetvenhét jeles hetvenes”. Napút XXI. (1.), 132–135. o, Kiadó: Cédrus Művészeti Alapítvány. ISSN 1419-4082.
4. ↑  Szőke Katalin: Dukkon Ágnes köszöntése, 2014. (Hozzáférés: 2023. március 2.)
5. ↑  Koncz Virág: „Megadatott, hogy azt csinálhattam, amire alkalmas vagyok”. www.elte.hu, 2019. (Hozzáférés: 2023. március 2.)
6. ↑  Dr. Dukkon Ágnes professzor emeritus. szlav.elte.hu. (Hozzáférés: 2023. február 27.)